# Шибайголова: Людина без страху
«Шиба́йголова: Люди́на бе́з стра́ху» (англ. Daredevil: The Man Without Fear) — обмежена серія коміксів про Шибайголову, що видавалася Marvel Comics у 1993-1994 роках. Сценаристом виступив Френк Міллер, а художником — Джон Роміта-молодший. 
Серія розповідає про становлення Метта Мердока — від сліпого хлопця з трагічним минулим до героя Шибайголови, який навчається контролювати свої сили та боротися зі злом. 

## Сюжет
Серія досліджує початки героя Шибайголови, справжнє ім’я якого — Меттью Мердок. У першому випуску розповідається про його дитинство, нещасний випадок, що призвів до сліпоти та появи надзвичайних здібностей, а також про смерть його батька. 
Упродовж серії читачі знайомляться з ключовими постатями в житті Мердока: його наставником Стіком, колишнім коханням з часів коледжу Електрою, найкращим другом Фоґґі Нельсоном і, звісно, одним із головних антагоністів — Цабе, відомим також як Вілсон Фіск.
Комікс показує, як Метт поступово розвиває свої здібності, бореться з внутрішнім гнівом і врешті-решт стає Шибайголовою.

## Персонажі
- Метт Мердок / Шибайголова
- Джек Мердок
- Стік
- Електра Начос
- Фоґґі Нельсон
- Вілсон Фіск / Цабе

## Спадщина
У випуску Daredevil/Deadpool Annual 1997 було розкрито, що Тифозна Мері — це та сама дівчина, яку Метт Мердок не зміг урятувати у свою першу ніч як Шибайголова.

## Огляди
Комікс отримав переважно схвальні відгуки від моменту публікації. У 2014 році Марк Джиноччіо з Comic Book Resources зазначив, що серія здобула міцну репутацію, додавши, що вона «настільки добре скомпонована та сповнена чудово нюансованих сцен», що важко повірити: її створено на початку 1990-х — період, який фанати часто вважають творчим занепадом індустрії коміксів.